# Polisportiva Brindisi Sport 1930-1931
Questa voce raccoglie le informazioni riguardanti  la Polisportiva Brindisi Sport nelle competizioni ufficiali della stagione 1930-1931.

## Rosa
| N. |                   | Ruolo | Calciatore        |
| -- | ----------------- | ----- | ----------------- |
|    | Italia (bandiera) | D     | Abate             |
|    | Italia (bandiera) | A     | Pietro Argentieri |
|    | Italia (bandiera) | C     | Corrado Biasotto  |
|    | Italia (bandiera) | C     | Bruno Chiara      |
|    | Italia (bandiera) | C     | Giulio Fonovich   |
|    | Italia (bandiera) |       | Edoardo Gianone   |
|    | Italia (bandiera) |       | Mario Guadalupi   |
|    | Italia (bandiera) | C     | Carlo Marcuzzo    |

| N. |                   | Ruolo | Calciatore         |
| -- | ----------------- | ----- | ------------------ |
|    | Italia (bandiera) | P     | Giampietro         |
|    | Italia (bandiera) | P     | Alfredo Martinelli |
|    | Italia (bandiera) | D     | Italo Nacci        |
|    | Italia (bandiera) |       | Francesco Natale   |
|    | Italia (bandiera) |       | Giuseppe Palano    |
|    | Italia (bandiera) | A     | Giovanni Pollini   |
|    | Italia (bandiera) | C     | Galileo Simone     |
|    | Italia (bandiera) | C     | Luigi Zongoli      |